# Nyeri
Nyeri – miasto w środkowej Kenii, ośrodek administracyjny hrabstwa o tej samej nazwie. Według spisu powszechnego z 2019 roku liczy 80 tys. mieszkańców. Położone w sercu ojczyzny ludu Kikuju, było centrum działalności buntowników Mau Mau w latach pięćdziesiątych XX wieku.
Duży ośrodek handlowy regionu rolniczego, dawna baza wojskowa. W mieście znajduje się muzeum. W pobliżu Nyeri leży Park Narodowy Aberdare.